# Warsaw Symphony Orchestra
Warsaw Symphony Orchestra – warszawska orkiestra symfoniczna.
Orkiestra założona przez Marka Sewena w 1985 na polecenie ówczesnych władz kultury Urzędu m.st. Warszawy. Jej przeznaczeniem jest udział w uroczystych koncertach oraz artystycznych wydarzeniach. Swoją działalnością nawiązuje do podobnych zespołów, które poza lokalnymi filharmoniami, istnieją i działają podobnie: w Londynie (London Symphony Orchestra) oraz innych metropoliach świata.
Z Warsaw Symphony Orchestra występowali znakomici polscy i zagraniczni soliści m.in. Stefan Kamasa (altówka), Barbara Górzyńska (skrzypce), Leszek Zebura (trąbka), Paulos Raptis (tenor), Nicole Afriat z Francji (fortepian), Josiph Malovany (kantor z Nowego Jorku, Yuko Nagayoshi z Japonii (fortepian).
Warsaw Symphony Orchestra uczestniczyła w artystycznym wydarzeniu Stolicy, jakim był cykl koncertów organizowany na Uniwersytecie Warszawskim pt. „Beethoven na Uniwersytecie”. Na kolejnych koncertach orkiestra wykonała wówczas pięć symfonii L. van Beethovena.
Poza koncertami w Filharmonii Narodowej Warsaw Symphony Orchestra koncertowała także wielokrotnie w Teatrze Letnim w Łazienkach oraz na dziedzińcu Zamku Królewskiego m.in. w koncercie dedykowanym Powstaniu Warszawskiemu, do którego kanwę literacką stworzył  reżyser Maciej Englert.
W roku 2001 orkiestra zapisała na swym koncie wielki sukces, wykonując w Japonii pod batutą Marka Sewena program, na który w czasie 3-tygodniowego tournée złożyły się symfonie: „Z Nowego Świata” Dvořáka i „Dziewiąta” Beethovena. Orkiestrze towarzyszył Chór Varsovia przygotowany przez Janusza Dąbrowskiego oraz czwórka młodych solistów: Katarzyna Trylnik, Małgorzata Idzik, Piotr Rafałko i Jarosław Bręk.